# Pau Sanchis i Ferrer
Pau Sanchis i Ferrer, conegut pel seu nom de ploma Pau Sif (la Pobla de Farnals, 1978) és un poeta i traductor valencià. Llicenciat en filologia catalana per la Universitat de València, ha treballat de corrector, mestre de secundària i ha exercit com a professor de literatura catalana a la Universitat de Zadar (Croàcia).
El seu primer poemari, va ser Ferralla (edit. Quaderns de Rafalell) publicat l'any 1997. Més tard, el 2005 va guanyar el XXIV Premi de Poesia Senyoriu Ausiàs March, de Beniarjó, amb el poemari Tríptic d'un carrer (Edicions Tres i Quatre).
Com a traductor, afronta entre altres textos, l'irreverent poemari Blasfèmia (Edicions 96, 2011) del malaguanyat poeta croat Janko Polić Kamov. També ha publicat, en col·laboració amb Maria Josep Escrivà, l'antologia Ai, València! Poemes 1017-2002 (Edicions 96, 2003), una antologia poètica de desenes de poetes que parlen sobre València des del s.XI fins al s.XXI. Ha estat antologat a Jocs Florals a Cavanilles (Universitat de València, 2005), Joves poetes catalans (Brosquil, 2004) i Solcs de paraules, antologia de poetes de l'Horta Nord (Llibres de l'Aljamia, 2001).

## Obra
- Pau Sif. Ferralla. col·lecció Quaderns de Rafalell.  Puçol, 1997.
- Pau Sif. Tríptic d'un carrer. Volum 123 de col·lecció Poesia 3i4.  Eliseu Climent, 2005. ISBN 978-84-7502-731-9.
- Pau Sif. Viatger que s'extravia. Volum 14 de La Cantàrida.  Documenta Balear S.L., 2011. ISBN 978-84-15081-38-8.
- Pau Sif. Breakfast at Saint Anthony's Market.  Edicions 96, 2011. ISBN 978-84-92763-51-1.
- Pau Sif. Arnes.  Calonge: Adia Edicions, 2016. ISBN 9788-4945-048-4-6.[Enllaç no actiu]
- Pau Sif. Veles.  Vic: Cafè-Central-Eumo, 2018. ISBN 978-84-9766-637-4.

Curador de l'edició
- Maria Josep Escrivà; Pau Sif. Ai, València!: poemes (1017-2002) : homenatge a la paraula.  Edicions 96, 2003. ISBN 978-84-86927-73-8.